# Johannes Lindenblatt
Johannes Lindenblatt (* 23. Juni 1882 in Tollnigk; † 27. Januar 1945 in Rastenburg) war ein katholischer Geistlicher, der als Märtyrer des 20. Jahrhunderts gilt.

## Jugend und Ausbildung
Nach der Geburt von Johannes Lindenblatt (in manchen Quellen auch Johann oder Hans) in Tollnigk zog die Familie Lindenblatt bereits 1883 in den Kreis Rastenburg. Das Abitur legte Johannes Lindenblatt in Rößel ab, in dessen Anschluss er zum Studium der Theologie nach Freiburg im Breisgau ging. In Freiburg schloss er sich der katholischen Studentenverbindung  Hercynia an, „wo er eifriger CVer wurde“
Anschließend besuchte er die Theologische Hochschule in Braunsberg. Seine Priesterweihe empfing er am 9. Juli 1905 in Frauenburg, anschließend war er als Kaplan an der Propsteikirche in Königsberg im Bistum Ermland tätig.

## Militärseelsorge im Ersten Weltkrieg
Mit Ausbruch des Ersten Weltkrieges wurde Pfarrer Lindenblatt Infanterie-Divisionspfarrer im I. Armee-Korps, wo er an schweren Kämpfen in Tannenberg, Suwalki und Lowicz teilnahm. Sein Aufgabenspektrum umfasste Feldseelsorge, Verwundetenbetreuung und Feldpredigten beim Stab und in den Lazaretten.

„Ganz seiner Seelsorge zugewandt, verzichtete er gelegentlich auf seinen Urlaub: ‚Pfarrerchen‘, hieß es dann, ‚es ist Zeit, dass Sie einmal auf Urlaub fahren und nach Ihrer alten Mutter sehen!‘“

Pfarrer Lindenblatt hatte während seiner Tätigkeit als Militärgeistlicher den Rang eines Majors inne und wurde mit dem Eisernen Kreuz Erster Klasse und dem Verwundetenabzeichen ausgezeichnet.

## Pfarrer in der Weimarer Republik
Im Anschluss an die Militärseelsorge wurde er 1920 Pfarrer von Rastenburg und trat die Nachfolge von Pfarrer Alfons Buchholz an. Rastenburg war eine Diasporagemeinde, in der die katholische Gemeinde nur 5 % der Einwohner ausmachte, im Verhältnis zu 14 % Katholiken in Ostpreußen.

## Wirken und Ermordung im Zweiten Weltkrieg
Ernst Notger Beckmann, der als Rheinländer vier Jahre (1940–1944) als Kaplan in Rastenburg verbrachte, berichtete über Pfarrer Lindenblatt: „Von 1909 bis 1920 war in der kath. Kirchengemeinde Pfarrer Alfons Buchholz tätig, der dann nach Elbing ging und später Domherr in Frauenburg wurde. Auf ihn folgte Pfarrer Johannes Lindenblatt, der mit seiner Gemeinde eng verbunden war. Denn er selbst stammte aus dem Kreis Rastenburg. Sein elterliches Gut war Bäslackshof. Seiner Gemeinde war er ein treuer Seelsorger, der für alle Anliegen seiner ihm Anvertrauten immer ein offenes Ohr hatte. Über seine eigene Gemeinde hinaus war er aber auch von den anderen Mitbürgern der Stadt geschätzt und angesehen. Seinem persönlichen Kontakt mit den evangelischen Pfarrern war es vor allem zu verdanken, daß das Verhältnis zwischen den beiden Konfessionen so gut war. In der Kriegszeit, in der ich Pfarrer Lindenblatt erlebte, hatte er es sich zu seiner besonderen Aufgabe gemacht, auch den Soldaten, vor allem den Verwundeten im Lazarett Carlshof, priesterlichen Trost zu spenden. Seine Erschießung durch die Russen am 27. Januar 1945 mag man als eine Besiegelung seines Lebens sehen.“ Durch seine Rückkehr ins Rheinland 1944 entging Ernst Beckmann möglichen Gewalttaten durch die Rote Armee und konnte diesen Bericht überliefern.
Als die Rote Armee 1945 die damaligen deutschen Ostgebiete einnahm, wurde Lindenblatt am 27. Januar 1945 aus seiner Wohnung geholt und am Folgetag mit einer kleinen Schusswunde in der Schläfe zusammen mit drei anderen Rastenburger Männern tot im Straßengraben gefunden. Die sterblichen Überreste von Pfarrer Lindenblatt wurden zusammen mit den anderen Ermordeten in zwei Massengräbern beigesetzt. Im Mai 2002 wurde ein Gedenkstein auf dem Friedhof in Rastenburg eingeweiht, der an die Opfer der Roten Armee erinnert.

## Wahrnehmung nach dem Tod
Die römisch-katholische Kirche hat Pfarrer Johannes Lindenblatt als Glaubenszeugen in das deutsche Martyrologium des 20. Jahrhunderts aufgenommen. Seit 2008 laufen die Vorbereitungen zu seiner Seligsprechung.